# Ozia
Ozìa, detto anche Azaria o Uzzia (... – Giuda, 742 a.C.), fu re di Giuda dal 776 a.C. al 736 a.C.
Figlio di Amasia (o di Ieoram, secondo il Vangelo di Matteo), combatté i Filistei e riorganizzò l'agricoltura e il culto di Yaweh, ma fu colto da lebbra e costretto a ritirarsi dalla politica. Dopo ciò al trono salì suo figlio Iotam.